# ERPNext
ERPNext — вільна і відкрита система планування ресурсів підприємства, розроблена індійською компанією Frappé Technologies Pvt. Ltd. та основана на базі даних MariaDB і програмному каркасі Python на стороні сервера.
ERPNext є альтернативою таких систем, як NetSuite і QAD, схожа за функціями з Odoo (раніше OpenERP), Tryton і Openbravo. Відрізняється сильною гнучкістю, високим юзабіліті і дизайном, що розробила дизайнерська фірма Studio March. Розробники співпрацювали з Apple над удосконаленням їх додатків.

## Можливості
ERPNext має такі модулі:
- Бухгалтерський облік
- Управління відносинами з клієнтами (CRM)
- Управління персоналом (HRM)
- Управління виробництвом
- Управління проектами
- Управління закупівлями
- Система управління складом
- Управління продажами
- Пункт обслуговування клієнтів (POS)
- Управління активами

## Ліцензія на програмне забезпечення
ERPNext випущений під ліцензією GNU GPLv3, тому не вимагає ліцензійних зборів, на відміну від комерційних постачальників ERP-систем. Крім того, якщо дотримуватися умов ліцензії, можливі модифікації програми.

## Вихідний код і документація
Вихідний код ERPNext зберігається на GitHub, з використанням системи керування версіями Git, і внески також здійснюються через GitHub.
Повне керівництво користувача доступне на сайті проекту.

## Архітектура
ERPNext має архітектуру модель-вид-контролер з інструментами моделювання метаданими, що підвищує гнучкість адаптування програми користувачами до унікальним цілях без необхідності програмування. Деякі атрибути архітектури:
- Всі об'єктиERP є DocTypes (не плутати з HTML DocTypes) і Views формуються безпосередньо в браузері.
- Клієнт взаємодіє з сервером через JSON об'єкти даних на передачі репрезентативного стану (RESTful) підтримки сервера.
- Є можливість для підключення коду на стороні клієнта і сервера.

Базовий каркас вебдодатка називається «Frappé» і підтримується окремим проєктом з відкритим вихідним кодом. Frappé починався як вебплатформа метаданих, натхненний Protégé, хоча вона розвивалася інакше.
Ця архітектура дозволяє прискорену розробку додатків (RAD).

## Інновації

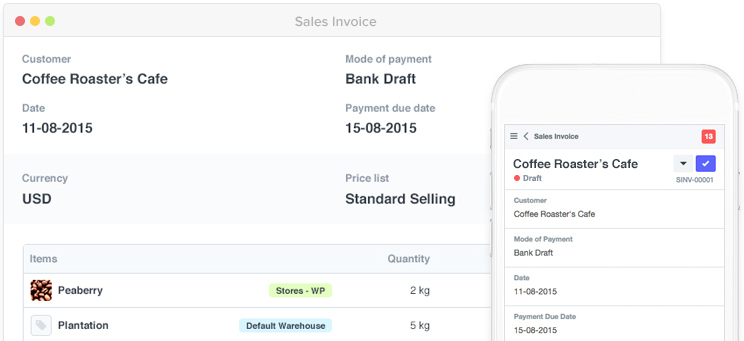
Скріншот ERPNext, що відображає показуючи гнучкість інтерфейсу

Основним нововведенням ERPNext була в архітектура моделювання метаданих, яка забезпечує гнучке використання додатка без користувальницького програмування.
Інтерфейс включає в себе удосконалення по застосовності, покликаних поліпшити зручність використання і продуктивність користувачів.

## ПО як послуга
ERPNext доступний за моделлю ПО як послуга на додачу до користувальницького хостингу.

### Звітність
ERPNext пропонує вбудовану систему звітування з інтегрованим офісним пакетом, але і передбачає кастомізацію звітів.